# ICC World Cricket League Division Seven 2009
Die  ICC World Cricket League Division Seven 2009 war die erste Ausgabe dieses One-Day-Cricket-Wettbewerbes und fand zwischen dem 17. und 24. Mai 2009 in Guernsey statt. Das Wettbewerb war Teil der ICC World Cricket League 2009–14. Im Finale setzte sich Bahrain gegen Guernsey mit drei Wickets durch und stiegen in die ICC World Cricket League Division Six 2009 in Singapur auf.

## Teilnehmer
An dem Turnier haben insgesamt sechs Mannschaften teilgenommen. Davon qualifizierte sich ein Absteiger der ICC World Cricket League Division Five 2008:
- Japan

Über die regionalen Wettbewerben qualifizierten sich die folgende Mannschaften:
| - Bahrain - Gibraltar - Guernsey | - Nigeria - Suriname |

## Format
In einer Gruppenphase spielte jedes Team gegen jedes andere. Der Sieger eines Spiels bekam zwei Punkte, für ein Unentschieden oder No Result gab es einen Punkt. Die beiden Gruppenbesten stiegen in die ICC World Cricket League Division Six 2009 auf und bestritten ein Finale. Die Dritt- und Viertplatzierten bleiben in Division Seven und spielen in der ICC World Cricket League Division Seven 2011. Die Fünf- und Sechstplatzierten stiegen in die Division Eight ab und nahmen an der ICC World Cricket League Division Eight 2010 teil.

## Stadien
Die folgende Stadien wurden als Austragungsorte vorgesehen:
| Stadion                       | Stadt            | Kapazität |
| ----------------------------- | ---------------- | --------- |
| King George V Sports Ground   | Castel           |           |
| Guernsey Rovers Athletic Club | Le Clos du Valle |           |
| College Field                 | Saint Peter Port |           |

## Vorrunde
| Division Seven | Sp. | S | N | NR | P  | NRR    |
| -------------- | --- | - | - | -- | -- | ------ |
| Bahrain        | 5   | 5 | 0 | 0  | 10 | +2.880 |
| Guernsey       | 5   | 4 | 1 | 0  | 8  | +1.252 |
| Japan          | 5   | 2 | 3 | 0  | 4  | −0.429 |
| Nigeria        | 5   | 2 | 3 | 0  | 4  | −0.758 |
| Gibraltar      | 5   | 1 | 4 | 0  | 2  | −1.859 |
| Suriname       | 5   | 1 | 4 | 0  | 2  | −2.181 |

| 17. Mai Scorecard | Castel | Bahrain 52-4 (13.1) | – | Gibraltar |
|                   |        | No Result           |   |           |

| 17. Mai Scorecard | Saint Peter Port | Japan 28-1 (7) | – | Guernsey |
|                   |                  | No Result      |   |          |

| 17. Mai Scorecard | Le Clos du Valle | Nigeria   | – | Suriname |
|                   |                  | No Result |   |          |

| 18. Mai Scorecard | Saint Peter Port | Bahrain 278-5 (38/38)        | – | Suriname 117 (36.2/38) |
|                   |                  | Bahrain gewinnt mit 161 Runs |   |                        |

| 18. Mai Scorecard | Le Clos du Valle | Gibraltar 227-7 (50)           | – | Guernsey 228-6 (49.3) |
|                   |                  | Guernsey gewinnt mit 4 Wickets |   |                       |

| 18. Mai Scorecard | Castel | Japan 187-8 (50)              | – | Nigeria 188-8 (48.1) |
|                   |        | Nigeria gewinnt mit 2 Wickets |   |                      |

| 19. Mai Scorecard | Castel | Bahrain 235-9 (50)           | – | Gibraltar 98 (38.1) |
|                   |        | Bahrain gewinnt mit 137 Runs |   |                     |

| 19. Mai Scorecard | Saint Peter Port | Japan 150-8 (50)               | – | Guernsey 152-3 (38.3) |
|                   |                  | Guernsey gewinnt mit 7 Wickets |   |                       |

| 19. Mai Scorecard | Le Clos du Valle | Suriname 260-8 (50)          | – | Nigeria 165 (46.4) |
|                   |                  | Suriname gewinnt mit 95 Runs |   |                    |

| 20. Mai Scorecard | Saint Peter Port | Nigeria 217-8 (50)          | – | Argentinien 129 (42.4) |
|                   |                  | Nigeria gewinnt mit 88 Runs |   |                        |

| 20. Mai Scorecard | Castel | Bahrain 257-9 (50)          | – | Guernsey 232-9 (50) |
|                   |        | Bahrain gewinnt mit 25 Runs |   |                     |

| 20. Mai Scorecard | Le Clos du Valle | Suriname 66 (30.1)          | – | Japan 67-2 (20.4) |
|                   |                  | Japan gewinnt mit 8 Wickets |   |                   |

| 21. Mai Scorecard | Le Clos du Valle | Bahrain 260 (49.3)           | – | Japan 64 (26) |
|                   |                  | Bahrain gewinnt mit 196 Runs |   |               |

| 21. Mai Scorecard | Castel | Gibraltar 218-8 (50)          | – | Suriname 179 (49.1) |
|                   |        | Gibraltar gewinnt mit 39 Runs |   |                     |

| 21. Mai Scorecard | Saint Peter Port | Nigeria 217-5 (50)       | – | Guernsey 218-2 (47) |
|                   |                  | Uganda gewinnt mit 1 Run |   |                     |

| 23. Mai Scorecard | Le Clos du Valle | Bahrain 273-5 (50)           | – | Nigeria 97 (33) |
|                   |                  | Bahrain gewinnt mit 176 Runs |   |                 |

| 23. Mai Scorecard | Saint Peter Port | Japan 227-8 (50)          | – | Gibraltar 198 (48.4) |
|                   |                  | Japan gewinnt mit 29 Runs |   |                      |

| 23. Mai Scorecard | Castel | Guernsey 315-3 (50)           | – | Suriname 52 (21.1) |
|                   |        | Guernsey gewinnt mit 263 Runs |   |                    |

## Platzierungsspiele

### Spiel um Platz 5
| 24. Mai Scorecard | Saint Peter Port | Suriname 300-9 (50)         | – | Gibraltar 292-9 (50) |
|                   |                  | Suriname gewinnt mit 8 Runs |   |                      |

### Spiel um Platz 3
| 24. Mai Scorecard | Le Clos du Valle | Nigeria 221-9 (50)          | – | Japan 153 (48) |
|                   |                  | Nigeria gewinnt mit 68 Runs |   |                |

### Finale
| 24. Mai Scorecard | Castel | Guernsey 204-9 (50)           | – | Bahrain 207-7 (46.1) |
|                   |        | Bahrain gewinnt mit 3 Wickets |   |                      |

## Abschlusstabelle
| Pos | Team      | Anmerkung                                                |
| --- | --------- | -------------------------------------------------------- |
| 1   | Bahrain   | Aufstieg zur ICC World Cricket League Division Six 2009  |
| 2   | Guernsey  | Aufstieg zur ICC World Cricket League Division Six 2009  |
| 3   | Nigeria   | Verbleib in ICC World Cricket League Division Seven 2011 |
| 4   | Japan     | Verbleib in ICC World Cricket League Division Seven 2011 |
| 5   | Suriname  | Abstieg zur ICC World Cricket League Division Eight 2010 |
| 6   | Gibraltar | Abstieg zur ICC World Cricket League Division Eight 2010 |